# Takao (1930)
Takao (高雄) – japoński ciężki krążownik z okresu II wojny światowej, nazwany na cześć góry Takao (高雄山).
Zwodowany 12 maja 1930, uczestniczył w walkach w czasie II wojny światowej, podczas których odniósł poważne uszkodzenia.
Baza w której stacjonował kapitulowała 5 września 1945, zaś formalne poddanie okrętu nastąpiło 21 września 1945.

## Historia powstania i służba

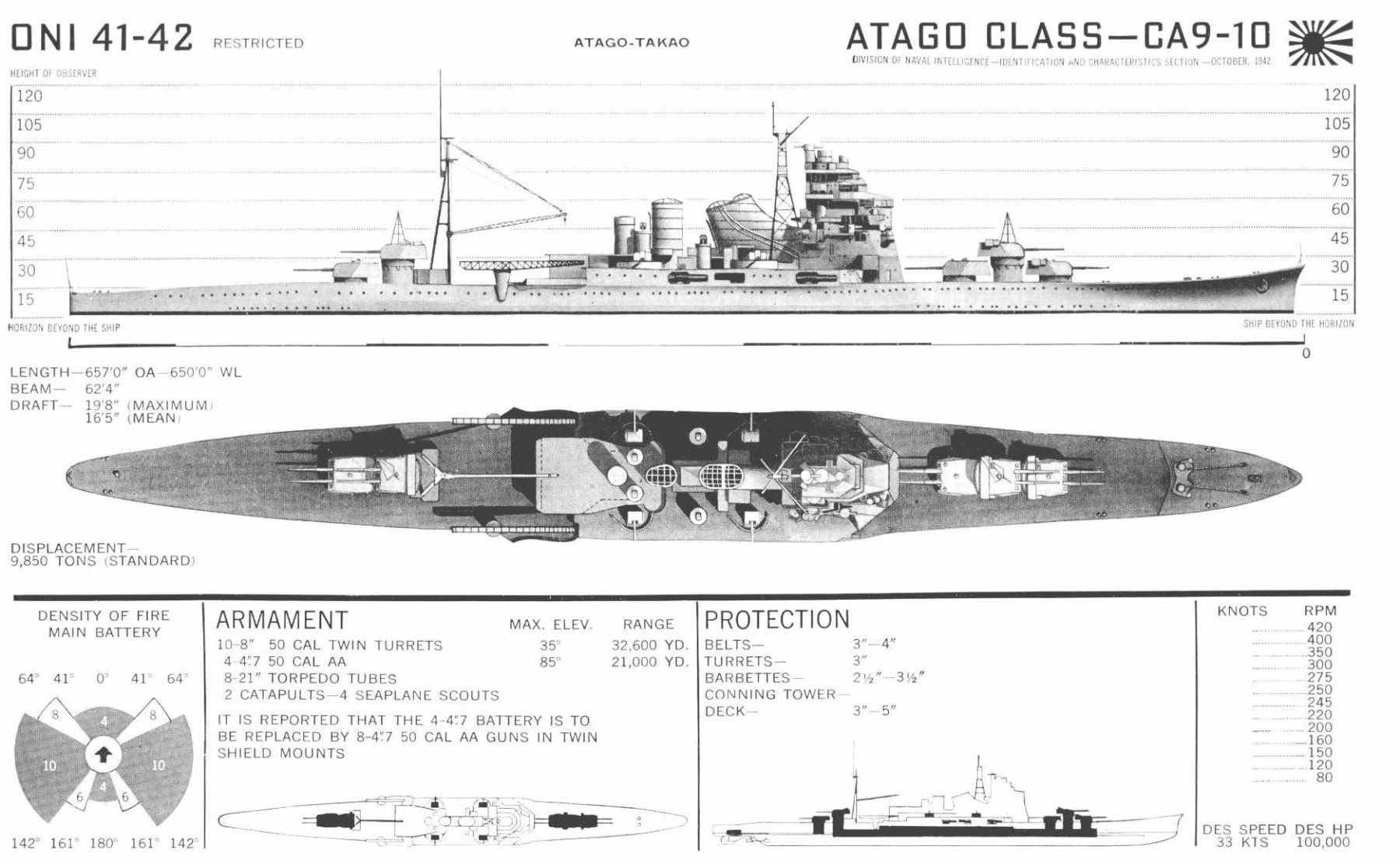
Schemat krążownika „Takao”

Ciężki krążownik japoński „Takao” był pierwszą jednostką kolejnej serii czterech okrętów (po typach „Furutaka”, „Aoba” i „Myōkō”) budowanych według założeń Traktatu Waszyngtońskiego. Pozostałe to „Atago”, „"Chokai” i „Maya”. Przy opracowywaniu dokumentacji okrętu wzorowano się na wcześniejszym typie „Myoko”, jednakże z uwzględnieniem wszystkich błędów popełnionych przy jego budowie. Dla okrętów typu „Takao” zaprojektowano specjalne, całkowicie nowe wieże dowodzenia, potężne i jedyne w swoim rodzaju, jakich jeszcze nie posiadały nawet niektóre pancerniki. Nie był to jednak szczęśliwy pomysł z uwagi na ciężar i gabaryty, co fatalnie wpływało na stateczność okrętów.
Ukończony w 1932 roku krążownik „Takao” wszedł w skład zespołu operującego na wodach wokół Japonii oraz na Morzu Południowochińskim. Poddany poważnej modernizacji w 1939 roku znacznie zmienił swój wygląd. Dobudowano bąble przeciwtorpedowe, zredukowano rozmiary masywnej wieży dowodzenia, przesunięto maszt rufowy dalej w kierunku rufy na rozbudowanej nadbudówce hangarowej, zmieniono katapulty oraz aparaty torpedowe na sprzęt nowego typu. Przebudowa pozwoliła między innymi na wyeliminowanie problemów ze statecznością okrętu, kosztem niewielkiej utraty prędkości z uwagi na zainstalowanie bąbli przeciwtorpedowych (po przebudowie, prędkość maksymalna okrętu wynosiła 34,5 w.). Po wybuchu wojny na Pacyfiku „Takao” wraz z siostrzanym „Atago” osłaniał lądowanie japońskich wojsk na Malajach. W lutym 1942 roku wraz z kolejnym swoim bliźniakiem „Maya” osłaniał lotniskowce atakujące port Darwin. Od połowy kwietnia 1942 roku patrolował akweny wokół Jawy.

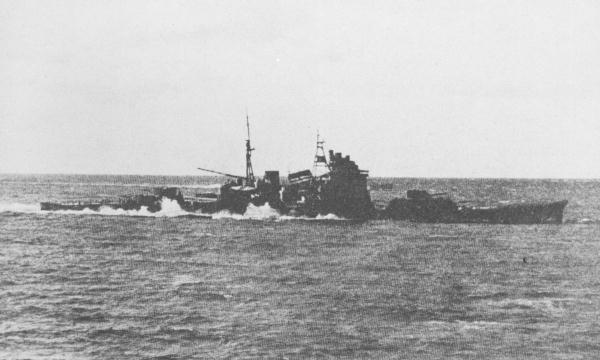
Krążownik „Takao” w 1937 r.

Od maja do lipca 1942 roku „Takao” i „Maya” wzięły udział w operacji mającej na celu zajęcie Aleutów. W sierpniu krążownik został przyłączony do zespołu krążowników wiceadmirała Kondo z bazą na wyspie Truk. Od 20 sierpnia do 5 września 1942 roku „Takao” osłaniał lotniskowce admirała Nagumo w rejonie Wysp Salomona 26 października 1942 roku brał udział w bitwie pod Santa Cruz. Następnie w zespole okrętów pod dowództwem wiceadmirała Kondo wraz z krążownikiem „Atago” i pancernikiem „Kirishima” walczył z amerykańskim zespołem złożonym z dwóch pancerników „South Dakota” i „Washington” oraz niszczycieli. W nocnej bitwie Japończycy stracili „Kirishimę”, natomiast „Atago” odniósł uszkodzenia. W czasie walki „Takao” trafił wielokrotnie w pancernik „South Dakota”, który wyszedł z tej bitwy poważnie uszkodzony.
W listopadzie okręt zawitał na krótko do Japonii, ale już w grudniu ponownie przybył do Truk, gdzie znajdował się do 21 lipca 1943 roku. Od sierpnia 1942 w zespole pod dowództwem wiceadmirała Kurity okręty z Truk pełniły służbę patrolową i eskortową. W czasie ataku U.S. Navy na bazę w Rabaulu „Takao” doznał poważnych uszkodzeń. Bomba lotnicza przebiła pokład i zabiła 23 członków załogi. Okręt odesłano do Japonii, gdzie przeprowadzono jego remont i dozbrojono w artylerię przeciwlotniczą. Powrócił do Truk 29 stycznia 1944 roku aby wziąć udział w bitwie o Mariany.
W lipcu 1944 roku okręty wszedł w skład zespołu wiceadmirała Kurity wykonując plan SHO (I bitwa na Morzu Filipińskim). 23 października 1944 roku „Takao” został trafiony dwiema torpedami wystrzelonymi przez okręt podwodny USS „Darter”. Krążownik ciężko uszkodzony wrócił w eskorcie niszczycieli do bazy w Brunei. W czasie akcji amerykańskie okręty podwodne USS „Darter” i USS „Dace” znajdujące się na patrolu zatopiły dwójkę bliźniaków: „Atago” i „Maya”. Czwarty – „Chokai” – zatopiły samoloty z lotniskowca USS „Kitkun Bay”. USS „Darter” próbując dobić „Takao” wpadł na rafę koralową i został zniszczony przez japoński samolot.

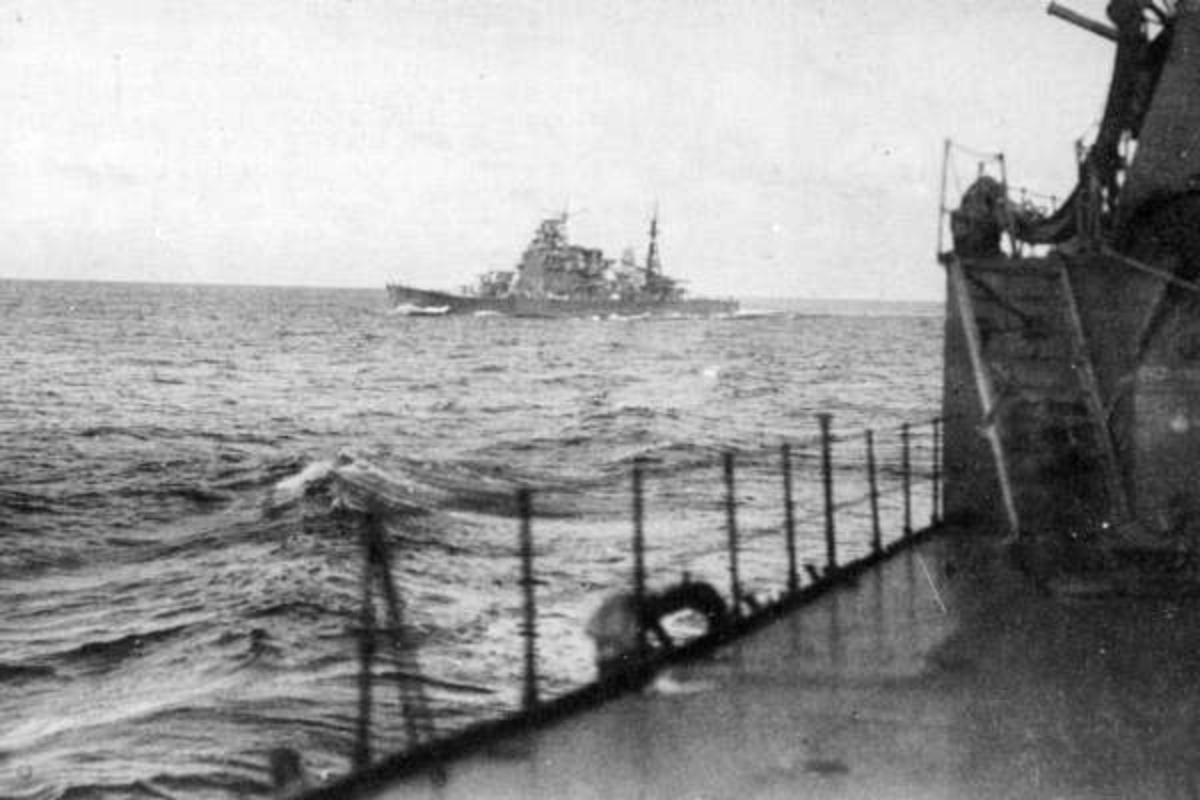
Krążownik „Takao” w rejonie Wysp Salomona w 1942 r.

W bitwie tej, zwanej II bitwą na Morzu Filipińskim, lub bitwą morską o Leyte, Japończycy ponieśli druzgocącą klęskę – stracili łącznie 3 pancerniki, 4 lotniskowce, 6 krążowników ciężkich i 7 lekkich oraz 13 niszczycieli.
„Takao” wpłynął do Singapuru 8 listopada 1944 roku. Wobec niemożności przeprowadzenia napraw na miejscu i zbytniego ryzyka podróży do Japonii okręt pozostał w bazie do końca wojny, jako nieruchoma bateria przeciwlotnicza. Tuż przed podpisaniem kapitulacji Japonii, alianci obawiając się potencjalnego zagrożenia w rejonie Singapuru stwarzanego przez „Takao” i znajdujący się tam również krążownik „Myōkō” przeprowadzili akcję mającą na celu wyeliminowanie obu okrętów. Anglicy przeprowadzili atak na okręty przy użyciu miniaturowych okrętów podwodnych XE-1 i XE-3. Załoga XE-3 umieściła ładunek wybuchowy pod kadłubem „Takao”, który eksplodując rozerwał poszycie okrętu.
Po zakończeniu wojny, 27 października 1946 roku brytyjskie holowniki odholowały okręt – jednego z ostatnich weteranów działań na Pacyfiku – na pełne morze. Tam zdjęto szkieletową załogę japońską i odpalono ładunki wybuchowe umieszczone wewnątrz kadłuba. Krążownik pogrążył się w falach w pozycji 03 stopni 05' 05" N i 100 stopni 41' 00" E.

## Dowódcy „Takao”
- komandor Takashi Ando – 31 maja 1932 – 1 listopada 1932
- komandor Yorio Sawamoto – 1 listopada 1932 – 15 listopada 1933
- komandor Chūichi Nagumo – 15 listopada 1933 – 15 listopada 1934
- komandor Eiji Goto – 15 listopada 1934 – 15 listopada 1935
- komandor Kenzaburo Hara – 15 listopada 1935 – 1 grudnia 1936
- komandor Takeo Takagi – 1 grudnia 1936 – 1 grudnia 1937
- komandor Marquis Tadashige Daigo – 1 grudnia 1937 – 3 czerwca 1938
- komandor Mitsuharu Matsuyama – 3 czerwca 1938 – 15 listopada 1939
- komandor Kengo Kobayashi – 15 listopada 1939 – 1 listopada 1940
- komandor Jihei Yamaguchi – 1 listopada 1940 – 15 sierpnia 1941
- komandor Bunji Asakura – 15 sierpnia 1941 – 23 lutego 1943
- komandor Toshihira Inoguchi – 23 lutego 1943 – 28 października 1943
- komandor Shigechika Hayashi – 28 października 1943 – 29 sierpnia 1944
- komandor Sutejiro Onoda – 29 sierpnia 1944 – 22 marca 1945
- komandor Takeo Ishisaka – 22 marca 1945 – 15 sierpnia 1945